# Huperzia lucidula
Huperzie brillante, Lycopode brillant
Espèce
Synonymes
- Huperzia lucidula var. tryonii (Mohlenbrock) Mohlenbrock[2]
- Huperzia selago subsp. lucidula (Michx.) A. & D. Löve[2]
- Lycopodium lucidulum var. tryonii Mohlenbrock[2]
- Lycopodium lucidulum Michx.[2]
- Lycopodium reflexum Sw., non Lam.[2]
- Urostachys lucidulus (Michx.) Herter ex Nessel[2]

Huperzia lucidula, communément appelé Huperzie brillante ou Lycopode brillant, est une espèce de plantes de la famille des Huperziaceae. Elle est répandue en Amérique du nord, de l'est du Canada au sud-est des États-unis.

## Liste des variétés
Selon Tropicos (21 mars 2022) :
- variété Huperzia lucidula var. asiatica Ching
- variété Huperzia lucidula var. lucidula